# Karl Fochler
Karl Fochler (* 23. Mai 1898 in Wien; † 23. Mai 1982 in Baden) war ein österreichischer Schauspieler.

## Leben
Karl Fochler begann seine Laufbahn als Theaterschauspieler an Wiener Bühnen. In der Spielzeit 1920/21 war er am Stadttheater Bozen engagiert. In der Spielzeit 1921/22 gehörte zum Ensemble des Stadttheaters Bielitz. In der Spielzeit 1926/27 war er beim „Freien Theater Wien“ unter Vertrag. Es folgten Engagements in Kiel (1928), anschließend in Pforzheim und Saarbrücken. Von 1933 bis 1936 war er festes Ensemblemitglied am Stadttheater Lübeck. Von 1937 bis 1939 trat er an Berliner Bühnen auf, u. a. am Theater im Admiralspalast. 1944 gastierte er am Renaissance-Theater Berlin.  
Nach dem Zweiten Weltkrieg setzte er seine Theaterkarriere an Wiener Bühnen fort. Von 1954 bis 1956 war er als Gast am Theater in der Josefstadt in Wien verpflichtet. Ab Anfang der 1960er Jahre war er dort ohne Unterbrechung bis zum Ende der Spielzeit 1977/78 fast 20 Jahre lang, bis über seinen 80. Geburtstag hinaus, festes Ensemblemitglied.
Zu seinen Bühnenrollen dort gehörten in den 1950er Jahren unter anderem Graf Montacuto in Das Nachfolge Christi-Spiel von Max Mell, Dr. Ströhle in dem Lustspiel Jean von Ladislaus Bus-Fekete, Sheppard in dem Historiendrama Johanna aus Lothringen von Maxwell Anderson, Trapu (Manons Freund) in der Operette Eine Frau, die weiß, was sie will von Oscar Straus (alle Spielzeit 1953/54), Rechtsanwalt und Lindboe in dem Lustspiel Hokuspokus von Curt Goetz, Southard in Meuterei auf der Caine von Herman Wouk und Miguel in dem Schauspiel Mariana Pineda von Federico García Lorca (alle Spielzeit 1954/55).
Fochler wirkte seit Ende der 1930er Jahre in zahlreichen deutschen und österreichischen Filmproduktionen mit, darunter als Graf Alajos Károlyi in dem NS-Propagandafilm Bismarck (1940), als Oberstleutnant Prokop in dem Historienfilm Trenck, der Pandur (1940) und, in einer kleineren Rolle, in dem anti-britischen Propagandafilm Titanic (1943).  
Karl Fochler wurde in den 1950er Jahren als Filmschauspieler unter anderem als Graf Grünne in den drei Sissi-Filmen bekannt.
Ab den 1960er Jahren arbeitete Fochler auch für das Fernsehen, insbesondere spielte er in mehreren österreichischen Fernsehserien mit, so in Die Abenteuer des braven Soldaten Schwejk (1972) und Hallo – Hotel Sacher … Portier! (1974).
Er starb an seinem 84. Geburtstag.

## Filmografie (Auswahl)
- 1937: Togger
- 1938: Yvette
- 1938: Du und ich
- 1939: Der Feuerteufel
- 1940: Bismarck
- 1940: Trenck, der Pandur
- 1942: Die heimliche Gräfin
- 1943: Titanic
- 1947: Die vertauschten Ehemänner (Wer küßt wen?)
- 1949: Märchen vom Glück
- 1952: Abenteuer im Schloss
- 1952: Hannerl
- 1953: Die Regimentstochter
- 1955: Bel Ami
- 1955: Der Kongreß tanzt
- 1955: Sissi
- 1956: Sissi, die junge Kaiserin
- 1957: Sissi – Schicksalsjahre einer Kaiserin
- 1957: Und so was will erwachsen sein (Die Winzerin von Langenlois)
- 1960: Der brave Soldat Schwejk
- 1960: Ich heiße Robert Guiscard
- 1964: Eine Frau ohne Bedeutung
- 1965–1966 Donau'gschichten (Fernsehserie)
- 1970: Der Kurier der Kaiserin (Fernsehserie)
- 1972: Die Abenteuer des braven Soldaten Schwejk (Fernsehserie)
- 1974: Hallo – Hotel Sacher … Portier! (Fernsehserie)
- 1976: Ein Badeunfall
- 1978: Hiob (Fernseh-Mehrteiler)
- 1979: Wunder einer Nacht
- 1980: Land, das meine Sprache spricht
- 1980: Tatort: Mord auf Raten
- 1981: Der Schüler Gerber